# Rubus prestonensis
Rubus prestonensis är en rosväxtart som beskrevs av H. A. och T. Davis. Rubus prestonensis ingår i släktet rubusar, och familjen rosväxter. Inga underarter finns listade i Catalogue of Life.